# BloodyXmas
BloodyXmas est un jeu vidéo d'action du développeur Madfinger Games, sorti en 2009.

## Système de jeu
Le personnage principal est un Père Noël.
Pour faire déplacer le protagoniste, il suffit de pointer ou de faire glisser le doigt sur l'écran tactile. Lorsque l'on tape sur une créature, le personnage la frappe.

## Gameplay
Il s'agit d'un jeu de survie pour IPhone et IPad. Il comporte cinq armes et différents ennemis.